# Saison 2024-2025 de la Ligue féminine 2 de basket-ball
Navigation
2023–2024 2025–2026
La saison 2024-2025 de LF2 est la quinzième édition du championnat de Ligue féminine 2. Le deuxième niveau du championnat oppose douze équipes françaises en une série de vingt-deux journées durant la saison régulière de basket-ball.

## Formule de la compétition
Douze équipes s’affrontent lors de la saison régulière sous forme de matches aller-retour, soit un total de vingt-deux journées. 
Quatorze clubs composeront le championnat de LF2 lors de la saison 2025/2026. Ce passage à 14 impacte le nombre et les modalités de relégation en Nationale féminine 1 à l’issue de la saison 2024/2025. À l’issue de la ving-deuxième journée de phase régulière, l’équipe classée à la dernière place (hors Centre fédéral) doit disputer un barrage contre l’équipe classée 3e au ranking fédéral (dans les conditions fixées par les Règlements Sportifs Généraux) de NF1. Le barrage est disputé en deux matchs gagnants (aller / retour / belle) dans les conditions suivantes :
- match aller chez le club de NF1
- match retour chez le club de LF2
- en cas d’égalité au nombre de victoires, la belle sera disputée chez le club de LF2.

Si l’équipe de NF1 remporte le barrage, elle accédera en Championnat de France LF2 pour la saison 2025/2026.
Les équipes classées de première à la huitième position disputent les playoffs, sous forme de quart de finale, demi-finale et finale disputés au meilleur des trois manches. Lors des quarts de finale, le premier affronte le huitième, le second affronte le septième, le troisième affronte le sixième et le quatrième affronte le cinquième. Le vainqueur des playoffs est désigné champion de France de Ligue féminine 2 et est promu en Ligue Féminine.
De douze clubs en 2024-2025, la division passe en 2025-2026 à quatorze clubs, entraînant de ce fait une seule relégation possible, la dernière formation de la Ligue 2 affrontant le meilleur deuxième de Nationale 1 pour se maintenir ou accéder à la Ligue 2, hormis le Centre fédéral assuré du maintien.

## Clubs participants
| \| Aulnoye-Aymeries Saint-Amand-les-Eaux Feytiat Meylan Mondeville Montbrison Nice Paris Toulouse Voiron Le Havre Alençon \| Localisation des clubs. |
| Aulnoye-Aymeries Saint-Amand-les-Eaux Feytiat Meylan Mondeville Montbrison Nice Paris Toulouse Voiron Le Havre Alençon                               |

## Saison régulière

### Classement
| Rang | Équipe                                | Pts  | J  | G  | P  | Pp   | Pc   | Diff |
| ---- | ------------------------------------- | ---- | -- | -- | -- | ---- | ---- | ---- |
| 1    | Toulouse MBF                          | 40   | 22 | 18 | 4  | 1526 | 1319 | 207  |
| 2    | Voiron (1–1, +4)                      | 37   | 22 | 15 | 7  | 1502 | 1407 | 95   |
| 3    | Montbrison (1–1, –4)                  | 37   | 22 | 15 | 7  | 1482 | 1348 | 134  |
| 4    | Mondeville                            | 36   | 22 | 14 | 8  | 1497 | 1387 | 110  |
| 5    | Feytiat Basket 87 (1–1, +2)           | 34–1 | 22 | 13 | 8  | 1482 | 1369 | 113  |
| 6    | La Tronche-Meylan (1–1, –2)           | 34   | 22 | 12 | 10 | 1545 | 1465 | 80   |
| 7    | USB Damigny-Alençon 61P               | 33   | 22 | 11 | 11 | 1259 | 1307 | -48  |
| 8    | Nice                                  | 31   | 22 | 9  | 13 | 1427 | 1469 | -42  |
| 9    | AS Aulnoye-Aymeries (1–1, +2)         | 30   | 22 | 8  | 14 | 1574 | 1656 | -82  |
| 10   | Saint-Amand Hainaut BasketR (1–1, –2) | 30   | 22 | 8  | 14 | 1379 | 1476 | -97  |
| 11   | ALA Le HavreP                         | 29   | 22 | 7  | 15 | 1369 | 1461 | -92  |
| 12   | Centre fédéral                        | 24   | 22 | 2  | 20 | 1191 | 1569 | -378 |

|   | Qualification pour les playoffs      |
|   | Dispute le barrage LF2/NF1           |
| R | Relégué de LFB 2023–2024             |
| P | Promu de Nationale 1 2023–2024       |
| F | Finaliste : participera aux playoffs |

### Matchs
mise à jour: 5 avril 2025
| Résultats (dom.\ext.)                                              | Ale.  | Aul.  | CCFB  | Fey.  | La T. | Le H. | Mond. | Mont. | Nice  | Sai.  | Tou.  | Voi.  |
| Damigny-AlençonP                                                   |       | 74-64 | 57-41 | 56-71 | 63-57 | 55-52 | 57-65 | 64-59 | 58-57 | 43-50 | 48-60 | 64-54 |
| Aulnoye-Aymeries                                                   | 62-60 |       | 59-61 | 73-82 | 76-79 | 85-80 | 89-76 | 72-64 | 70-86 | 75-78 | 79-85 | 75-76 |
| Centre fédéral                                                     | 39-62 | 75-97 |       | 48-67 | 48-71 | 66-61 | 64-85 | 65-71 | 51-75 | 42-50 | 57-66 | 66-74 |
| Feytiat                                                            | 75-68 | 92-66 | 89-51 |       | 84-69 | 96-71 | 89-84 | 59-83 | 64-62 | 82-56 | 49-59 | 74-54 |
| La Tronche-Meylan                                                  | 61-63 | 65-76 | 73-41 | 75-62 |       | 71-56 | 72-69 | 74-63 | 76-83 | 79-64 | 65-57 | 64-74 |
| Le HavreP                                                          | 57-49 | 71-64 | 60-54 | 67-69 | 68-77 |       | 51-59 | 56-62 | 56-63 | 63-49 | 59-82 | 61-70 |
| Mondeville                                                         | 70-48 | 81-65 | 89-57 | 71-77 | 62-60 | 64-63 |       | 79-62 | 58-64 | 83-80 | 65-83 | 80-67 |
| Montbrison                                                         | 65-52 | 85-58 | 68-45 | 75-73 | 83-77 | 81-52 | 59-79 |       | 68-50 | 68-47 | 58-47 | 52-63 |
| Nice                                                               | 61-57 | 61-76 | 85-63 | 66-53 | 55-67 | 49-69 | 64-73 | 62-66 |       | 74-69 | 65-80 | 74-76 |
| Saint-Amand-les-EauxR                                              | 64-67 | 65-70 | 54-44 | 62-53 | 79-91 | 58-69 | 71-67 | 53-78 | 75-57 |       | 73-56 | 61-78 |
| ToulouseF                                                          | 81-45 | 84-55 | 72-59 | 68-51 | 73-68 | 51-60 | 77-71 | 71-57 | 73-50 | 56-52 |       | 72-64 |
| Voiron                                                             | 42-49 | 76-68 | 84-54 | 69-60 | 66-54 | 87-67 | 57-51 | 50-55 | 71-64 | 81-69 | 69-73 |       |
| - Victoire à domicile - Victoire à l'extérieur - Match non disputé |       |       |       |       |       |       |       |       |       |       |       |       |

## Playoffs
|  | Quarts de finale        | Quarts de finale    | Quarts de finale | Quarts de finale    |                      |     | Demi-finales | Demi-finales              | Demi-finales | Demi-finales |  |  | Finale | Finale | Finale | Finale |
|  |                         |                     |                  |                     |                      |     |              |                           |              |              |  |  |        |        |        |        |
|  | 12 et 15 avril 2025     |                     |                  |                     |                      |     |              |                           |              |              |  |  |        |        |        |        |
|  |                         |                     |                  |                     |                      |     |              |                           |              |              |  |  |        |        |        |        |
|  | [1] ToulouseF           | *60                 | 60               |                     |                      |     |              |                           |              |              |  |  |        |        |        |        |
|  | [1] ToulouseF           | *60                 | 60               | 27 et 30 avril 2025 |                      |     |              |                           |              |              |  |  |        |        |        |        |
|  | [8] Nice                | 47                  | *58              |                     |                      |     |              |                           |              |              |  |  |        |        |        |        |
|  | [8] Nice                | 47                  | *58              | [1] ToulouseF       | *73                  | 74  |              |                           |              |              |  |  |        |        |        |        |
|  | 12, 15 et 19 avril 2025 |                     |                  | [1] ToulouseF       | *73                  | 74  |              |                           |              |              |  |  |        |        |        |        |
|  |                         | [4] Mondeville      | 62               | *61                 |                      |     |              |                           |              |              |  |  |        |        |        |        |
|  | [4] Mondeville          | [4] Mondeville      | 62               | *61                 | *73                  | 65  | *86          |                           |              |              |  |  |        |        |        |        |
|  | [4] Mondeville          |                     |                  |                     | *73                  | 65  | *86          | 11, 17 mai et 24 mai 2025 |              |              |  |  |        |        |        |        |
|  | [5] Feytiat             | 63                  | *71              | 53                  |                      |     |              |                           |              |              |  |  |        |        |        |        |
|  | [5] Feytiat             | 63                  | *71              | 53                  | [1] ToulouseF        | *61 | 73           |                           |              |              |  |  |        |        |        |        |
|  | 12, 15 et 19 avril 2025 |                     |                  |                     | [1] ToulouseF        | *61 | 73           |                           |              |              |  |  |        |        |        |        |
|  |                         | [3] Montbrison      | 57               | *70                 |                      |     |              |                           |              |              |  |  |        |        |        |        |
|  | [2] Voiron              | [3] Montbrison      | 57               | *70                 | *47                  | 58  | *67          |                           |              |              |  |  |        |        |        |        |
|  | [2] Voiron              | 27 et 30 avril 2025 |                  |                     | *47                  | 58  | *67          |                           |              |              |  |  |        |        |        |        |
|  | [7] Damigny-AlençonP    | 45                  | *70              | 80                  |                      |     |              |                           |              |              |  |  |        |        |        |        |
|  | [7] Damigny-AlençonP    | 45                  | *70              | 80                  | [7] Damigny-AlençonP | 57  | *45          |                           |              |              |  |  |        |        |        |        |
|  | 12, 15 et 19 avril 2025 |                     |                  |                     | [7] Damigny-AlençonP | 57  | *45          |                           |              |              |  |  |        |        |        |        |
|  |                         | [3] Montbrison      | *61              | 57                  |                      |     |              |                           |              |              |  |  |        |        |        |        |
|  | [3] Montbrison          | [3] Montbrison      | *61              | 57                  | *80                  | 63  | *58          |                           |              |              |  |  |        |        |        |        |
|  | [3] Montbrison          |                     |                  |                     |                      | 63  | *58          |                           |              |              |  |  |        |        |        |        |
|  | [6] La Tronche-Meylan   | 72                  | *76              | 55                  |                      |     |              |                           |              |              |  |  |        |        |        |        |
|  | [6] La Tronche-Meylan   | 72                  | *76              | 55                  |                      |     |              |                           |              |              |  |  |        |        |        |        |
|  |                         |                     |                  |                     |                      |     |              |                           |              |              |  |  |        |        |        |        |

* indique l’équipe qui reçoit.
Note : les rencontres se disputent en deux rencontres victorieuses avec :
- le match aller dans la salle de l’équipe la mieux classée en saison régulière ;
- le match retour dans la salle de l’équipe la moins bien classée en saison régulière ;
- le cas échéant, le match d’appui chez le mieux classé.

### Vainqueur
| Champion de France LF2 2024–2025 Toulouse Métropole Basket 2e titre - 1 Justine Soulard - 4 Alix Klewinski - 9 Assetou Traoré - 12 Charlotte Whittaker - 14 Coline Coumes - 20 Manoé Cissé - 22 Maeva Mfonow - 23 Kaleena Mosqueda-Lewis - 25 Emily Prugnières - 32 Binta Dramé - 45 Margot de Freitas - Entraîneur : Xavier Noguera - Assistants : Paul Lacan |

## Barrage LF2/NF1
L'équipe vainqueuse jouera en Ligue Féminine 2 lors de la saison 2025–2026, l'équipe perdante sera quant à elle en Nationale 1.

## Récompenses individuelles et distinctions

### Trophées de la saison
Les trophées de la saison sont dévoilés le 9 avril.
| Trophées LF2 2025   | Trophées LF2 2025      | Trophées LF2 2025 |
| Récompense          | Joueuse                | Équipe            |
| ------------------- | ---------------------- | ----------------- |
| Meilleure joueuse   | Binta Dramé            | Toulouse          |
| Meilleure jeune     | Sarah Cissé            | Centre fédéral    |
| Meilleur entraîneur | Xavier Noguera         | Toulouse          |
| Meilleur cinq       | Binta Dramé            | Toulouse          |
| Meilleur cinq       | Fleur Devillers        | Aulnoye-Aymeries  |
| Meilleur cinq       | Nukiya Mayo            | La Tronche-Meylan |
| Meilleur cinq       | Fabienne Constant      | Voiron            |
| Meilleur cinq       | Mariana Muadi Bulabula | Montbrison        |